# Benczúrfalva
Benczúrfalva (1927-ig Dolány) a Nógrádmegyeri-patak mentén fekvő egykor önálló község, 1963 óta Szécsény része. Mai nevét az ideköltözött és itt elhunyt Benczúr Gyula festőművész tiszteletére kapta.

## Megközelítése
Főutcája a 22-es főútból annak a 44+300-as kilométerszelvénye közelében, Szécsény délkeleti részén, nagyjából keleti irányban kiágazó 21 134-es út, amely továbbhaladva a Cserhát északi részének néhány települése (Magyargéc, Nógrádmegyer, Sóshartyán) számára biztosít közúti kapcsolatokat, végül Kishartyánnál visszatorkollik a 22-esbe. Ezen az útvonalon tehát Benczúrfalva Salgótarján felől is megközelíthető.

## Leírása
Nógrád vármegye monográfiája szerint "Dolány. Szécsény közelében a Megyer-patak mentén fekvő magyar kisközség. Házainak száma 73, római kath. és ág. h. ev. lakosaié 351. Postája, táviró és vasutállomása Szécsény. A XIV. század elején a Dráhi család birtokában találjuk. Dráhi Tamást és fiait azonban, mivel Szécsényt elpusztították. Károly király megfosztotta itteni birtokaiktól, melyeket 1321-ben Szécsényi Tamás királynéi tárnokmesternek adományozott. 1423-1472-ben a szécsényi uradalomhoz tartozott és ekkor vámos hely is volt. 1472-ben Országh Mihály nádor Huszti Gergelynek adta egy részét. 1548-ban Borsay Miklós és Kürthösy László birtokában találjuk. 1550-1552-ben a törökök a helységet teljesen elpusztították. A régi község a Sági völgyön feküdt és belőle csupán egy templom alapfalai maradtak fenn. A XIX. század elején még pusztaként Endrefalvához tartozott a mai község. Ekkor a Darvas, a Kun és a Puky családok voltak a birtokosai és csak az újabb időben alakult önálló községgé. A helységben levő úrilakok közűl az egyik, mely most elhagyatottan, egy bérlő magtárául szolgál, emeletes, 1529-ben épült és a Darvas családé volt, jelenleg pedig özvegy Ivánka Ödönné szül. Szontagh Blanka tulajdona. Ugyancsak az övé egy másik úrilak, mely most tisztilakul szolgál. Azt is a Darvas család építtette, azután a Vattay, a Csillom, majd pedig a Pokorny családé lett. A harmadik gróf Pejacsevich-Mikó Endréé. Ezt a Vattayak építették a völgy fölött uralkodó szép fensíkon. Jelenleg Huszár Tibor lakásául szolgál."

## Nevezetes személyek
A névadó Benczúr Gyulán kívül nevezetes még:
- az idősebb és az ifjabb Szabó István szobrász, akik Benczúr kastélyát használták műteremként. Ők is itt hunytak el.